# 김종대 (1966년)
김종대(金鍾大, 1966년 11월 13일~)는 대한민국의 군사평론가이자 정치인이다. 월간 군사전문지 <디펜스21+>의 편집장을 역임했다. 김영삼 정부, 김대중 정부, 노무현 정부에서 국방 관련 행정 경험을 쌓은 바 있고, 2015년 8월에 정의당에 입당하여 같은 해 10월에 같은 당 국방개혁기획단장이 되었다. 제20대 국회의원 선거에서 정의당 비례대표 후보로 참여했고 당선되었다.

## 생애
1966년 충청북도 제천시에서 출생하였다. 청주고등학교를 졸업했고 연세대학교에서 경제학을 전공했다. 제44대 국방부 장관 한민구와는 고등학교 동문으로 장관 취임 전부터 교분을 나눈 사이였다. 병역은 병으로 제대했는데, 1987년 6월 항쟁 발생 기간 동안 군 복무 중이었고 군에서 매일같이 시위 진압 훈련을 하고 출동 준비를 하며 계엄 선포에 준하는 분위기 속에서 병역의 의무를 이행했다. 그런 살벌한 분위기를 겪으며 군대 문제에 관심을 가지게 되었다.
김영삼 정부 시절인 1993년 국회 국방위원회 보좌관에 입문하여 제14대·15대·16대 국회 국방위원회 보좌관을 역임했다. 김대중 정부에서 대통령직 인수위원회 안보분과 행정관을, 노무현 정부에서 대통령직 인수위원회 국방전문위원, 대통령비서실 국방보좌관실 행정관, 국무총리비상기획위원회 혁신기획관, 국방부 장관 정책보좌관 등을 역임했다.
공직에서 물러난 후인 2007년 말 외교안보전문 월간지 《디앤디포커스》를 창간하게 되고 이후 이 잡지는 《디펜스21+》로 이름을 바꾸었다. 《디펜스21+》 편집장으로서 방송에 출연하여 안보 이슈를 분석하고 토론하며 대중적 인지도를 쌓았다. 남한과 북한 사이에 군사 문제가 발생하면 언론의 주요 섭외 대상이 되었다. 《디펜스21+》의 고문과 자문 위원은 학자와 예비역 군인 외에 브랜드 전문가, 기업인, 와인 칼럼니스트까지 다양한 인물들로 구성했고 이들은 김종대에게 인적 자원이 되어 주었다. 또 인터뷰 과정에서 인연을 맺은 사람들도 잘 관리하여 다양한 소통 채널을 유지했다.
2015년 6월 제2연평해전을 모티브로 한 영화 《연평해전》이 개봉하였고 이에 연평해전이 사회적으로 다시 주목받았고 이런 분위기 속에서 김종대는 연평해전의 진실(차단 기동 지시에 대한 진상 규명)을 알리기 위해 노력하였다.
2015년 8월, 정의당 대표 심상정의 권유로 정의당에 입당했다. 심상정은 상대적으로 국방·안보 분야가 약한 진보세력에 군사전문가가 필요하다고 설득하였다. 정의당은 2016년 제20대 국회의원 선거를 앞두고 '예비 내각' 구성을 준비하였는데 이에 김종대는 국방 분야를 맡으며 청년 군사전문가 양성에 중점을 두고 싶다고 밝혔다. 2016년 4월 13일 제20대 국회의원 선거에서 정의당 비례대표 후보로 참여했고 당선되었다. 과다한 국외 무기 도입 사업이 대한민국 내 방위 산업 발전을 저해하고 군 전력 구조를 왜곡한다는 인식을 갖고 있었고 20대 국회 개원을 앞두고 변호사를 보좌진으로 채용하는 등 국회 입성 전부터 방위사업청에 대한 비판을 지속하였다. 2016년 5월 정의당 원내 대변인이 되었고 6월에는 20대 국회 전반기 국방위원회 위원이 되었다. 군에 대한 민간 통제를 공론화시켰다. 조선일보와 서울대 폴랩의 20대 국회의원 이념성향 분석 결과, 김종대 의원은 -50점으로 당시 20대 국회의원 296명 중에서 가장 진보적인 의원으로 꼽혔다. 임기 시작부터 2017년 12월까지 법안 1,202건에 대한 국회 투표를 분석해 수치를 도출했으며, 가장 진보적은 -50점, 가장 보수적은 +50점으로 평가된다.

## 논란

### 이국종 교수 비판 발언 논란
북한 귀순 병사 몸에서 기생충이 발견됐다는 의료진 브리핑에 대해 "인격 테러", "의료법 위반"라고 비판한 바 있어 여론의 질타를 받았다.
김 의원은 자신의 페이스북에 "우리가 북한보다 나은 게 뭔가"라며 "귀순한 북한 병사는 북한군 추격조로부터 사격을 당해 인간의 존엄과 생명을 부정당했다. 사경을 헤매는 동안 남쪽에서 치료받는 동안 몸 안의 기생충과 내장의 분변, 위장의 옥수수까지 다 공개되어 또 인격의 테러를 당했다"고 이국종 교수를 비롯한 의료진을 비난하는 글을 게시했다. 그러면서 "기생충의 나라 북한보다 그걸 까발리는 관음증의 나라, 이 대한민국이 북한보다 나을 것이 없다고 생각한다"라고 썼다. 그 이후에는 "의료법 위반이 아닌지 우려된다"는 글을 추가로 올렸다.
이에 대해 이국종 교수는 "공개한 모든 정보는 합동참모본부와 상의해 결정했다"면서 "개인정보 유출이라는 비난은 견디기 어렵다"고 했다. 또한 의사 출신인 박인숙 당시 바른정당 최고위원은 "김 의원은 정말 잘못된 발언을 했다"며 "북한 기생충 문제는 중요한 보건의료 아젠다인데, 이를 말한 이국종 교수가 인권을 말살했다고 말하는 것은 무식하고 왜곡된 생각"이라고 지적했다. 일부 네티즌들도 "북한군 귀순병사 인권은 중요하고 그를 치료하는 의사의 인권은 본인이 마음대로 짓밟아도 되는 것인가", "뭐하러 불필요한 말을 해서 의료진 사기를 꺾느냐" 등의 반응을 보였다.
김 의원이 주장한 의료법 위반에 대해서도 전문가들은 "위법성이 조각될 것"이라는 회의적인 반응을 보였다. 주익철 의료전문변호사는 "의료법상 프라이버시를 침해했다고 할 수 있지만, 프라이버시 위반이라고 해도 위법성이 조각될 것으로 보인다"면서, "판례로 보았을 때 그 환자의 위독한 상황과 그로 인해 그분이 겪었던 절박함에 대해 도움이 되면 되는 내용이었지, 공개하지 않았다고 해서 환자의 이익이 되거나 누설하였다고 해서 환자에게 크게 해가 됐다고 보이진 않는다"고 밝혔다. 법무법인 태신 정일채 의료전문변호사도 "국민적 관심과 국가안보와 관련된 사안인 만큼 위법성이 조각돼 위법한 행위로 보기 어렵다"고 밝혔다.
결국 김 의원은 "환자 치료에 전념해야 할 의사가 저로 인한 공방에서 마음에 큰 부담을 지게 된 것에 대해 위로와 사과의 말씀을 드린다"고 고개숙였다. 이어 “사태가 수습되면 불필요한 오해를 해소하기 위해 (아주대병원 중증외상센터장) 이국종 교수를 직접 만나 다시 한 번 직접 사과할 것임을 약속드린다"고 말했다.

## 학력
- 연세대학교 경제학과 졸업

## 경력
- 1993~2000 임복진 국회의원 보좌관
- 1997~1998 제15대 대통령직 인수위원회 안보분과 행정관
- 2002. 12.~2003. 12. 제16대 대통령직 인수위원회 국방전문위원
- 2003. 4.~2005. 1. 대통령 비서실 국방보좌관실 행정관
- 2005. 1.~2007. 1. 국무총리비상기획위원회 혁신기획관
- 2007. 2.~2007. 4. 국방부장관 정책보좌관
- 디앤디포커스 편집장
- 디펜스21플러스 편집장
- 평화네트워크 운영위원회 위원장
- 2011 흥사단 정책자문위원
- 2012 CBS 객원 해설위원
- 군인권센터 운영위원
- 2015 정의당 국방개혁기획단장
- 2016. 5.~2020. 5. 제20대 국회의원(비례대표, 정의당)
  - 2016. 6.~2018. 4. 제20대 국회 전반기 국방위원회 위원
  - 2018. 4.~2018. 5. 제20대 국회 전반기 국방위원회 간사
  - 2018. 7.~2020. 5. 제20대 국회 후반기 국방위원회 위원
  - 2018. 10.~2019. 6. 제20대 국회 남북경제협력위원회 위원
- 2016. 5.~정의당 정책미래내각 외교안보본부장
- 2016. 5.~2019. 6. 정의당 원내대변인
- 2019. 6.~2020. 5. 정의당 원내부대표
- 2020~연세대 통일연구원 겸임교수
- 2023. 11. 정의당 비상대책위원

## 라디오
- 2020 ~ 2021 - CBS 표준FM 김종대의 뉴스업

## 저서
- 《노무현, 시대의 문턱을 넘다》. 나무와숲. 2010년. ISBN 9788993632101
- 《서해전쟁》. 메디치미디어. 2013년. ISBN 9788994612751
- 《시크릿 파일 위기의 장군들》. 메디치미디어. 2015년. ISBN 9791157060306
- 《안보 전쟁》. 인물과사상사. 2016년. ISBN 9788959063963

## 공저
- 김종대·정욱식. 《김종대 정욱식의 진짜 안보》. 서해문집. 2014년. ISBN 9788974836870
- 김종대·임태훈. 《그 청년은 왜 군대가서 돌아오지 못했나》. 나무와숲. 2014년. ISBN 9788993632439
- 엄기호 등. 《저항하는 평화》. 오월의봄. 2015년. ISBN 9788997889495

## 역대 선거 결과
|  | 7.23% |

|  | 6.91% |